# Bowbells
Bowbells è un centro abitato (city) degli Stati Uniti d'America, capoluogo della Contea di Burke nello Stato del Dakota del Nord. Nel censimento del 2000 la popolazione era di 406 abitanti. La città è stata fondata nel 1898.

## Geografia fisica
Secondo i rilevamenti dell'United States Census Bureau, la località di Bowbells si estende su una superficie di 2,1 km², tutti occupati da terre.

## Economia
Bowbells è il più importante centro agricolo della zona, ed è favorito dalla vicinanza alla frontiera con il Canada (20 km), oltre che dal passaggio della U.S. Highway 52 e della Canadian Pacific Railway, la quale effettua fermate per caricare i beni agricoli prodotti nelle vicinanze.
Oltre all'agricoltura la regione presenta alcuni pozzi petroliferi, e le attività ad essi correlate.

## Popolazione
Secondo il censimento del 2000, a Bowbells vivevano 406 persone, ed erano presenti 116 gruppi familiari. La densità di popolazione era di 198 ab./km². Nel territorio comunale si trovavano 214 unità edificate. Per quanto riguarda la composizione etnica degli abitanti, il 98,77% era bianco, lo 0,74% era nativo, lo 0,25% proveniva dall'Asia e lo 0,25% apparteneva a due o più razze. La popolazione di ogni razza ispanica corrispondeva allo 0,25% degli abitanti.
Per quanto riguarda la suddivisione della popolazione in fasce d'età, il 27,3% era al di sotto dei 18, il 3,7 fra i 18 e i 24, il 24,9% fra i 25 e i 44, il 23,2% fra i 45 e i 64, mentre infine il 20,9% era al di sopra dei 65 anni di età. L'età media della popolazione era di 42 anni. Per ogni 100 donne residenti vivevano 91,5 maschi.